# Reggie Royals
Reginald Legrande Royals, detto Reggie (Whiteville, 18 settembre 1950 – Wilmington, 16 aprile 2009), è stato un cestista statunitense, professionista nella ABA e nei Paesi Bassi.

## Carriera
Dopo la carriera universitaria a Florida State, venne selezionato al quinto giro del Draft NBA 1973 dai Philadelphia 76ers, con la 70ª scelta assoluta. Giocò 2 partite nella ABA con i San Diego Conquistadors nella stagione 1973-74, segnando 4 punti.